# Anolis latifrons
Espèce
Synonymes
- Dactyloa latifrons (Berthold, 1846)

Anolis latifrons est une espèce de sauriens de la famille des Dactyloidae.

## Répartition
Cette espèce se rencontre au Panamá, en Colombie et en Équateur.

## Publication originale
- Berthold, 1846 : Über verschiedene neue oder seltene Reptilien aus Neu-Granada und Crustaceen aus China.  Abhandlungen der Königlichen Gesellschaft der Wissenschaften zu Göttingen, vol. 3, p. 3-32 (texte intégral).